# Argyle (Minnesota)
Pour les articles homonymes, voir Argyle.
La ville américaine de Argyle est située dans le comté de Marshall, dans l’État du Minnesota. Lors du recensement de 2010, sa population s’élevait à 639 habitants.